# Capnodiaceae
Famille
Les Capnodiaceae sont une famille de champignons ascomycètes de la classe des Dothideomycetes.
Les espèces de cette famille ont une aire de répartition très vaste et sont particulièrement répandues dans les zones tropicales et subtropicales, ainsi que dans les forêts pluviales tempérées.
Les Capnodiaceae sont l'une des familles de fumagines. Ce sont des moisissures caractérisées par des asques bituniqués. La famille est cependant basée principalement sur des caractères écologiques. Elle a été créée par Höhnel en 1910 avec Capnodium comme genre type. Elle comprend actuellement 14 genres et 117 espèces.

## Liste des genres
Selon Catalogue of Life (30 mars 2016) :
- genre Acanthorus
- genre Aithaloderma
- genre Anopeltis
- genre Antennella
- genre Antennellina
- genre Antennellopsis
- genre Apiosporium
- genre Asbolisia
- genre Astragoxyphium
- genre Blastocapnias
- genre Caldariomyces
- genre Callebaea
- genre Capnodium
- genre Capnophaeum
- genre Ceramoclasteropsis
- genre Chaetocapnodium
- genre Chaetopotius
- genre Ciferrioxyphium
- genre Echinothecium
- genre Fumagospora
- genre Fumiglobus
- genre Hyalocapnias
- genre Hyaloscolecostroma
- genre Hypocapnodium
- genre Leptocapnodium
- genre Leptoxyphium
- genre Limaciniaseta
- genre Morfea
- genre Paracapnodium
- genre Paropodia
- genre Pentaposporium
- genre Phaeochaetia
- genre Phaeoxyphiella
- genre Phragmoxyphium
- genre Plurispermiopsis
- genre Polychaetella
- genre Polychaeton
- genre Readerielliopsis
- genre Scolecoxyphium
- genre Scoriadopsis
- genre Scorias
- genre Tripospermum
- genre Vertixore
- genre Xystozukalia

Selon ITIS (30 mars 2016) :
- genre Capnodium
- genre Phragmocapnias
- genre Scorias

## Liste des genres et espèces
Selon NCBI (30 mars 2016) :
- genre Antennariella
  - Antennariella californica
  - Antennariella placitae
- genre Capnodium
  - Capnodium coartatum
  - Capnodium coffeae
  - Capnodium dermatum
  - Capnodium salicinum
- genre Chaetocapnodium
  - Chaetocapnodium siamensis
- genre Conidiocarpus
  - Conidiocarpus asiaticus
  - Conidiocarpus betle
  - Conidiocarpus caucasicus
  - Conidiocarpus siamensis
- genre Conidioxyphium
  - Conidioxyphium gardeniorum
- genre Fumiglobus
  - Fumiglobus pieridicola
- genre Leptoxyphium
  - Leptoxyphium cacuminum
  - Leptoxyphium fumago
  - Leptoxyphium glochidion
  - Leptoxyphium kurandae
  - Leptoxyphium madagascariense
- genre Microxyphium
  - Microxyphium aciculiforme
  - Microxyphium citri
  - Microxyphium theae
- genre Phragmocapnias
  - Phragmocapnias philippinensis
- genre Polychaeton
  - Polychaeton citri
- genre Readerielliopsis
  - Readerielliopsis fuscoporiae
- genre Scorias
  - Scorias leucadendri
  - Scorias mangiferae
  - Scorias spongiosa